# Nassim Arif
Pour les articles homonymes, voir Arif.
Pas d'image ? Cliquez ici

a Compétitions nationales et continentales officielles uniquement.

b Matchs officiels uniquement.
Nassim Arif, né le 3 décembre 1982, est un joueur franco-marocain de rugby à XV qui joue en club au poste de trois-quarts centre ou  de demi de mêlée.
Nassim Arif apparaît sur le calendrier des Dieux du Stade 2005.

## Carrière en club
- Villefranche de Lauragais 2004-2005
- Stade montois (Pro D2) 2005-2006
- Marseille Provence XV Fédérale 1 2006-2007